# TVR Vixen
La TVR Vixen (chiamata anche TVR 1300 o TVR 2500) è un'autovettura coupé prodotta dalla casa automobilistica britannica TVR tra il 1967 e il 1973.
La carrozzeria era in fibra di vetro, che veniva montata su un telaio separato del tipo tubolare, era il medesimo utilizzato nella Mk4 1800S. Al telaio erano ancorate sospensioni a doppio braccio oscillante su entrambi gli assi, con freni a disco all'anteriore e tamburi al retrotreno. La meccanica e le motorizzazioni erano di origine Ford, dotata di un cambio manuale a 4 marce Ford sincronizzate abbinato al propulsore Ford Kent a quattro cilindri da 1599 cc derivato dalla Ford Cortina GT.